# 대한민국-콩고 민주 공화국 관계
대한민국–콩고 민주 공화국 관계는 대한민국과 콩고 민주 공화국 간의 외교 및 양국 관계를 말한다. 양국은 1963년 4월 1일에 외교 관계를 수립하였으며, 정치, 경제, 문화 등 다양한 분야에서 협력을 이어오고 있다.

## 역사
대한민국과 콩고 민주 공화국 (당시 자이르)은 1963년 4월 1일, 외교 관계를 수립하였다. 대한민국은 1969년 12월, 킨샤사에 상주 대사관을 개설하였으나, 1998년 12월에 철수하였다. 이후 2005년 9월에 공관을 재개설하고, 2008년 7월에 대사관으로 승격하였다. 콩고 민주 공화국은 1990년 6월 16일, 서울에 대사관을 설치하였다.
양국은 1969년 의료 협력 협정을 체결하였으며, 이어서 1980년 경제, 기술, 과학, 사회 및 문화 협력에 관한 일반 협정, 1981년 무역 협정과 문화 협정, 1990년 투자 보장 협정, 2005년 자원 협력 약정을 체결하는 등 협력의 폭을 점차 확대해 왔다.
양국 관계는 정상급 인사들의 상호 방문을 통해 더욱 공고해졌다. 1982년 6월, 당시 대통령인 모부투 세세 세코가 대한민국을 공식 방문하였으며, 이후 2005년과 2010년에는 조제프 카빌라 대통령이 방한하여 경제 협력과 개발 협력 방안에 대해 논의하였다. 이에 호응하여 2011년에는 당시 이명박 대통령이 콩고 민주 공화국을 방문하여 자원 개발 및 인프라 협력 강화를 주요 의제로 다루었다.

## 경제 관계
양국 간 무역은 콩고 민주 공화국의 광물 자원 수출과 대한민국의 공산품 수출로 이루어져 있다. 2025년 2월 기준, 대한민국은 콩고 민주 공화국으로부터 약 7,100만 달러의 상품을 수입하고, 약 77만 9천 달러어치의 상품을 수출하여 무역 적자를 기록하였다.

## 문화 협력
2019년 11월 23일, 킨샤사에 위치한 콩고 민주 공화국 국립박물관이 개관되었다. 해당 박물관은 대한민국 한국국제협력단(KOICA)의 지원으로 건립되었으며, 다양한 민족과 문화유산을 전시하고 있다.

## 같이 보기
- 대한민국의 대외 관계
- 콩고 민주 공화국의 대외 관계